# Emil Weller
Emil Ottocar Weller (* 24. Juli 1823 in Dresden; † 4. Januar 1886 in Nürnberg) war ein deutscher Bibliograf, Verleger und Sozialist.

## Leben
Emil Weller war der älteste Sohn des praktischen und Augenarztes Carl Christian Heinrich Weller und dessen Ehefrau Berta Baarmann. Er besuchte das Gymnasium zum Heiligen Kreuz und trat 1834 in die Unterquarta ein. Bereits 1838 verließ er die Schule nach der Obertertia. Wann und wo er sein Abitur machte, ist nicht bekannt.
Zum Wintersemester 1843 studierte er Medizin in Leipzig. Schon bald wurde er politisch aktiv, beeinflusst durch Ludwig Feuerbach und Théodore Dézamy. Ende 1844 wurde er in Spitzelberichten als „Kommunist“ bezeichnet. Ostern 1845 gab er sein Studium auf und lernte den Beruf eines Buchhändlers bei Otto Wigand. Seinen eigenen Verlag Commissions-Buchhandlung E. O. Weller gründete er am 1. März 1847. Weller war 1848 einer der Leipziger Korrespondenten für die Neue Rheinische Zeitung von Karl Marx und im Demokratischen Verein und im Sozialischen Klub in Leipzig tätig. Letzterer nahm Karl Marx als Ehrenmitglied auf. Teile dieses Klubs waren auch Mitglied im Bund der Kommunisten und zu ihnen gehörte Emil Weller. Wegen seiner Teilnahme an den Dresdner Aktionen während der Revolution 1848/49 wurde Weller vor dem sächsischen Appellationsgericht angeklagt und zu eineinhalb Jahren Gefängnis verurteilt. Weller ging daraufhin nach Köln und Brüssel und später in die Schweiz.
Erst 1862 konnte er durch die preußische Amnestie in seine Heimat zurückkehren. Weller wurde Mitbegründer und langjähriges Mitglied der Nürnberger Sektion der Internationalen Arbeiterassoziation und 1869 gehörte er zu den Mitbegründern der Sozialdemokratischen Arbeiterpartei. Weller starb verarmt in Nürnberg am 4. Januar 1886. Sein Leben wurde erst nach 1967 von Historikern aus der DDR gründlicher erforscht.

## Lebensleistung
Emil Weller sicherte in seinen „Taschenbüchern“ wichtige Dokumente der jungen Arbeiterbewegung sowie von Werken von Marx und Engels für die Forschung.
Seine Standardwerke über die Entschlüsselung von Pseudonymen und fingierten Druckorten sind Bestandteil jeder besseren wissenschaftlichen Bibliothek und von Antiquariaten sowie von Auktionshäusern von Rang und dienen auch in der Wikipedia als Nachweis von Pseudonymen.
Die Bücher über Hans Sachs und Johann Fischart sind ebenfalls noch heute grundlegend für diesen Bereich.
Emil Weller gilt als einer der ersten Bibliografen Deutschlands.

## Bücher und Aufsätze (Auswahl)
- De tribus impostribus. anno MDIIC. Mit einem bibliographischen Vorwort. Wilhelm Jurnany, Leipzig 1846.
- Théodore Dézamy: Der Sieg des Sozialismus über den Jesuitismus oder die Constitutionen der Jesuiten, ihre geheimen Verhaltungsbefehle, verglichen mit einem Entwurf über die Organisation der Arbeit. Aus dem Französischen mit einem Nachwort von E. Weller. Jurany, Leipzig 1846.
- Der Volkswille. Wissenschaftliche Prüfung einer modernen Streitfrage. E. O. Weller, Leipzig 1847.
- Demokratisches Taschenbuch für 1847. Gesammelte kleine Schriften. E. O. Weller, Leipzig 1846.
- Demokratisches Taschenbuch für 1848. Gesammelte kleine Schriften. E. O. Weller, Leipzig 1847.[8]
- Publizistische Stimmen aus Frankreich über politische, religiöse und soziale Zustände. Leipzig 1847.
- Der Volksfreund. (Redigiert von E. Weller). Leipzig 1848.[9]
- Alexandre Dumas: Karl Sand. Historische Skizze. Als Supplement zu A. Dumas' sämmtlichen Schriften. Aus dem Franz. von E. W. Reclam, Leipzig 1847.
- Volk oder Stand – Polemische Blätter. E. O. Weller, Leipzig 1849.
- Demokratischen Taschenbuch für 1849. Gesammelte kleiner Schriften. E. O. Weller, Leipzig 1848.
- Die Freiheitsbestrebungen der Deutschen im 18. und 19. Jahrhundert dargestellt in den Zeugnissen ihrer Literatur. E. O. Weller, Leipzig 1847.
- Der deutsche Michel auf breitester Grundlage. Almanach für Deutschlands 34 Einheiten. Hrsg. vom Reichshanswurst. E. O. Weller, Leipzig 1849.
- Katalog der seit dem 17.Jahrhunderte bis auf die neueste Zeit unter falscher Firma erschienenen Schriften. E. O. Weller, Leipzig 1849.
- Neue Original-Poesieen Johann Fischarts. Hrsg. und mit einer literaturhistorischen Einleitung und neuen Aufschlüssen über J. Fischart versehen. H. W. Schmidt, Halle 1854.
- Die Lieder des Dreißigjährigen Krieges nach den Originalen abgedruckt. Zum ersten Male gesammelt. Mit einem Vorwort von W. Wackernagel. Neukirch'sche buchhandlung (H. Georg), Basel 1855.
- Die maskirte Literatur der älteren und neueren Sprachen. I. Index Pseudonymorum.Falcke & Rössler, Leipzig 1856.
- Nachträge zum Index Pseudonymorum. Leipzig: Falcke & Rössler 1857
- Die falschen und fingierten Druckorte. Repertorium der seit Erfindung der Buchdruckerkunst unter falscher Firma erschienenen deutschen Schriften. Zugleich als der  „maskirten Literatur“ zweiter Theil.  Falcke & Rössler, Leipzig 1858.
- Annalen der poetischen National-Literatur der Deutschen im XVI. und XVII. Jahrhundert. Nach den Quellen bearbeitet. 2 Bde. Freiburg i. Breisgau, Herder 1862–1864. (Digitalisierte Ausgabe unter: urn:nbn:de:s2w-6611)
- Die deutschen Zeitungen des sechzehnten Jahrhundert. Nachträge von Emil Weller in Zürich., in: Zeitschrift Serapeum, 1862.;  S. 12 ff., abgerufen am 16. Juni 2014
- Das alte Volks-Theater der Schweiz. Nach den Quellen der Schweizer und süddeutschen Bibliotheken. J. Huber, Frauenfeld 1863.[10]
- Repertorium typographicum. Die deutsche Literatur im ersten Viertel des sechzehnten Jahrhunderts. 3 Bde. Nördlingen 1864–1885. (Digitalisierte Ausgabe unter: urn:nbn:de:s2w-2846)
- Der Volksdichter Hans Sachs und seine Dichtungen. Eine Bibliographie. Jacob Sichling, Nürnberg 1868.[11]
- Die ersten deutschen Zeitungen. Mit einer Bibliographie (1505-1599) (= Bibliothek des Literarischen Vereins in Stuttgart, Bd. 111). Tübingen 1872.
- Lexicon pseudonymorum. Wörterbuch der Pseudonymen aller Zeiten und Völker oder Verzeichniss jener Autoren, die sich falscher Namen bedienten. 2., durchaus verbesserte und vermehrte Auflage. Alfred Coppenrath, Regensburg 1886 (Textarchiv – Internet Archive).[12]